# Jolki 2
Jolki 2 (russisk: Ёлки 2) er en russisk spillefilm fra 2011.

## Medvirkende
- Ivan Urgant — Boris Nikolaevitj Vorobjov
- Sergej Svetlakov — Jvgenij Pavlovitj
- Jelena Plaksina — Olja Kravtjuk
- Aleksej Petrenko — Grigorij Pavlovitj Zemljanikin
- Irina Alferova — Julija Snegirjova